# ميرتشا أكسينتي (لاعب كرة قدم)
ميرتشا أكسينتي (بالرومانية: Mircea Axente)‏ هو لاعب كرة قدم روماني في مركز الوسط، ولد في 9 ديسمبر 1944 في أراد في رومانيا. لعب مع يو تي أي أراد.